# Leukippiden

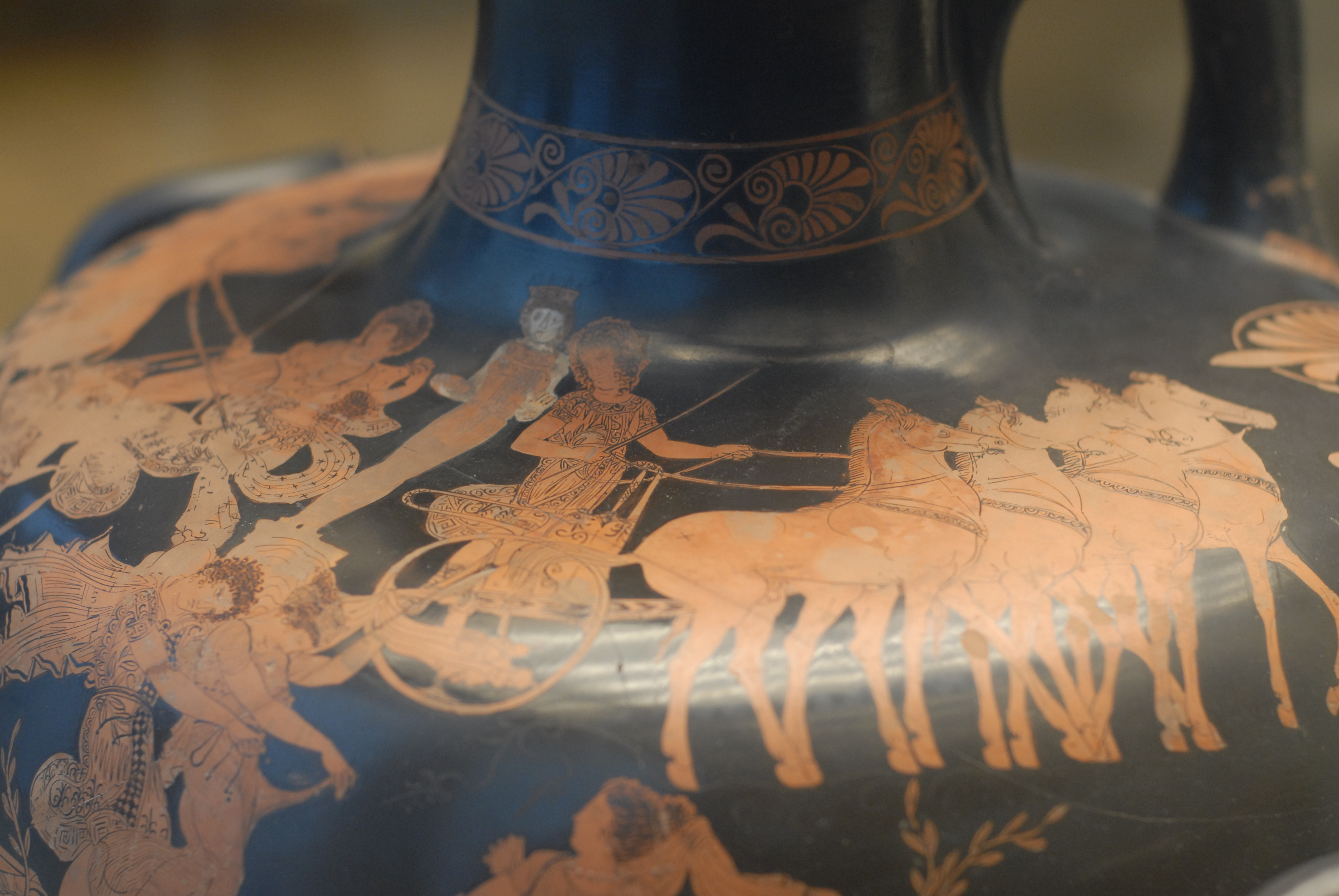
Namenvase des Meidias-Malers im British Museum (E 224): unten links, Kastor entführt Eriphyle

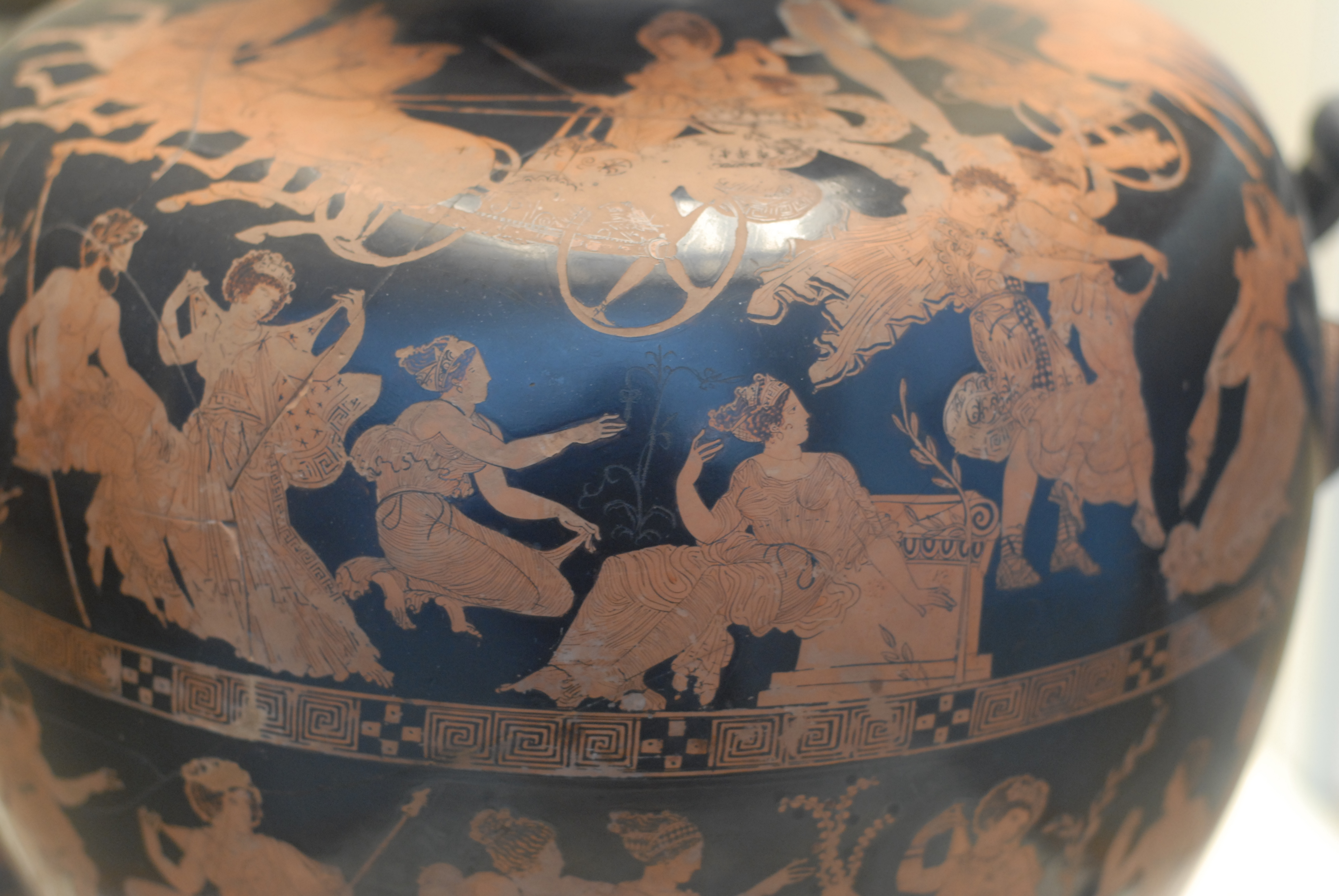
Polydeukes entführt Elera (oberer Fries) im Streitwagen

Als Leukippiden (altgriechisch Λευκιππίδες Leukippídes) bezeichnet man die Töchter des Leukippos von Messenien aus der griechischen Mythologie. Ihre Namen waren Hilaeira und Phoibe, auf einer Hydria des Meidias-Maler heißt letztere Eriphyle. Bekannt sind sie vor allem durch ihre Entführung durch die Dioskuren.
Es gibt mehrere Varianten der Geschichte. Nach einer Variante werden sie von den Dioskuren geraubt, nachdem sie zu diesem Zeitpunkt schon mit ihren Cousins, den Söhnen des Aphareus, verlobt waren. Daraufhin kommt es zur Schlacht zwischen den Apharetiden und den Dioskuren. Vor allem in Sparta war der Mythos von großer Bedeutung. Er gehörte hier in inszenierter Form zum Initiationsritus spartanischer Mädchen vor ihrer Hochzeit. Das ist auch auf mehreren Bildern rotfigurigen Vasenmalerei des 5. und 4. vorchristlichen Jahrhunderts dargestellt. Die Leukippiden hatten in Sparta einen eigenen Tempel. Die dazugehörigen Priesterinnen nannten sich ebenfalls Leukippiden oder auch poloi (Fohlen). Sie waren mit dem Kult des Dionysos Kolonatas verbunden. Aus dem 2. Jahrhundert v. Chr. ist ein Priester der Leukippiden und der Tyndariden bezeugt. Die Ursprünge des Kultes liegen im Dunkeln, womöglich war es eine spartanische Neuerung oder Erbe eines älteren Kultes.